# Аполлонов Іван Григорович
Іва́н Григо́рович Аполло́нов (28 квітня 1933, Веселий Поділ — 6 лютого 2018, Київ) — український художник декоративно-ужиткового мистецтва (художнє скло); член Спілки радянських художників України з 1964 року та Національної спілки майстрів народного мистецтва України з 1991 року. Заслужений художник Української РСР з 1983 року, народний художник України з 2011 року. Батько художника Олексія Аполлонова.

## Біографія
Народився 28 квітня 1933 року в селі Веселому Подолі (нині Кременчуцький район Полтавської області, Україна). За іншими даними народився 10 вересня 1930 року в селі Ярославцевому Логу (нині Алтайський край, Росія).
1951 року закінчив Кременчуцьке художньо-ремісниче училище. Впродовж 1954—1960 років навчався в Ленінградському вищому художньо-промисловому училищі імені Віри Мухіної (викладачі В. Марков, Борис Смиронов, Володимир Васильковський). Член КПРС. Починаючи з 1960 року працювава на посаді художника, а згодом головного художника на Київському заводі художнього скла. Був одним із засновників Київської школи художнього скла.
Жив у Києві, в будинку на проспекті 40-річчя Жовтня № 94/96, корпус ІІ, квартира 39, пізніш в будинку на Мінському шосе № 12, квартира 61. Помер в Києві 6 лютого 2018 року.

## Творчість
Працював в галузі декоративного (художня кераміка і художня обробка скла) та монументального мистецтва. Серед робіт:
- монументально-декоративне оформлення Центрального універмагу і магазину «Дитячий світ» у Рудному Казахської РСР (1966, у співавторстві з Оксаною Грудзинською, Іриною Левитською, В. Махріним);
- прибор для десерту «Ювілейний» (1967);
- сервіз «Зима» (1968);
- об'ємна композиція «Садок вишневий коло хати» (1972);
- штофи «Барвисті птахи» (1977);

декоративні вази
- «Київ» (1964);
- «1917 рік» (1967);
- «1967 рік» (1967);
- «Півень» (1967);
- «Образи дівчат» (1989);
- «Дніпровська хвиля» (1990);

декоративні композиції
- «Садок вишневий коло хати» (1972);
- «Тополя» (1975);
- «Ранок Київської Русі» (1982);
- «На рідних луках» (1982);
- «Ой не шуми, луже» (1985);
- «Відлига» (1980-ті—1990-ті);
- «Весна» (1980-ті—1990-ті);
- «Сінокіс» (1980-ті—1990-ті);
- «Полум'я» (1980-ті—1990-ті);
- «Урожай» (1980-ті—1990-ті);
- «Козак Мамай» (1980-ті—1990-ті);
- «Флейта» (1980-ті—1990-ті);
- «Ноктюрн» (1980-ті—1990-ті);
- «Березень» (1980-ті—1990-ті);
- «На схилах Дніпра» (1980-ті—1990-ті);
- «Човен» (1980-ті—1990-ті);
- «Морська хвиля» (1980-ті—1990-ті);
- «Лісова фантазія» (1980-ті—1990-ті);
- «Лісова пісня» (1980-ті—1990-ті);
- «Кантата» (1980-ті—1990-ті);

графічні серії
- «Північ. Біле море» (1975);
- «Гори Вірменії» (1978—1980);
- «Байкал» (1980—1982);
- «Пуща-Водиця» (1980—1982).

На шевченківські теми виконав:
- блюдо «Реве та стогне Дніпр широкий» (1963, кришталь, алмазна грань);
- таріль «Кобзар» (1964, скло, алмазна грань);
- таріль «Тарас Григорович Шевченко» (1964; скло, розпис);
- «Тополя» (1964, кришталь, алмазна грань);
- склянку «Тече вода з-під явора» (1964, кольорове скло, алмазна грань).

Брав участь у всеукраїнських виставках з 1960 року, всесоюзних з 1957 року та міжнарних виставках з 1962 року (ЧССР, ПНР, НДР, СРР), міжнародних симпозіумах з гутного скла у Львові у 1989, 1992 та 1995 роах. Персональна виставка майстра пройшла у Києві у 1984 році.
Твори зберігаються в Національномуй музеї українського народного декоративного мистецтва, Національному музеї історії України та інших музеях України.